# Joanna Regulska
Joanna Regulska (ur. 7 kwietnia 1951 w Warszawie) – polska geograf, nauczycielka akademicka i działaczka społeczna, profesor Uniwersytetu Rutgersa. Córka Jerzego Regulskiego.

## Życiorys
W 1975 ukończyła geografię na Uniwersytecie Warszawskim. Do 1978 pracowała w Instytucie Geografii i Przestrzennego Zagospodarowania PAN. Następnie była związana zawodowo z University of Colorado, gdzie w 1982 uzyskała doktorat. W tym samym roku podjęła pracę na Uniwersytecie Rutgersa, w 1998 została profesorem na tej uczelni. Obejmowała m.in. funkcje kierownika katedry i dyrektora programów międzynarodowych. Od 1996 do 1998 była również dyrektorem jednego z programów na Central European University.
W 1989 na swojej uczelni zainicjowała program „Partnerstwo na Rzecz Demokracji Lokalnej”, mający na celu wspieranie Polski i pozostałych krajów Europy Środkowej i Wschodniej w ich transformacji ustrojowej. Specjalizuje się w zagadnieniach dotyczących roli kobiet w życiu publicznym. Prowadziła także wieloletnie badania poświęcone uchodźcom z Abchazji i Południowej Osetii.

## Odznaczenia
W 2014, za wybitne zasługi dla rozwoju demokracji lokalnej w Polsce i na świecie, za osiągnięcia w propagowaniu idei społeczeństwa obywatelskiego i samorządności, odznaczona Krzyżem Komandorskim Orderu Odrodzenia Polski. W 1996 otrzymała Krzyż Kawalerski Orderu Zasługi Rzeczypospolitej Polskiej, a w 2004 – Krzyż Kawalerski OOP. Wyróżniona tytułem doktora honoris causa Tbiliskiego Uniwersytetu Państwowego (2013).